# Oksen Lissovyi
Oksen Vasyliovych Lissovyi (en ukrainien : Оксен Васильович Лісовий), né le 21 juillet 1972 en RSS d'Ukraine est un homme d'État ukrainien.

## Biographie
Il est diplômé de l'université nationale de la Culture et des Arts de Kiev (en) et enseignait à l'université nationale Académie Mohyla de Kiev.

### Situation personnelle
Avec l'invasion de l'Ukraine par la Russie en 2022, il s'engage dans la 95e brigade d'assaut aérien.

### Parcours politique
Le 21 mars 2023 il devient ministre de l'Éducation et de la Science au sein du gouvernement Chmyhal. Il se maintient à ce poste dans le gouvernement Svyrydenko.